# Flaga Barbadosu
Flaga Barbadosu – jeden z symboli tego karaibskiego państwa na co dzień znany jako The Broken Trident („Złamany Trójząb”).

## Opis
Flagę Barbadosu tworzy płat materiału o proporcjach 2:3 składający się z trzech równych pionowych pasów. Pas lewy oraz prawy mają kolor niebieski (ultramaryna), środkowy zaś – złoty. W centrum złotego pasa znajduje się czarny trójząb bez rękojeści.
Odcienie barw określono brytyjskimi kodami BCC148 (ultramaryna) i BSO/002 (złoty). Barwa niebieska reprezentuje morza i niebo nad wyspą, zaś złota odwołuje się do koloru piaszczystych plaż. Przełamany trójząb nawiązuje do kolonialnego herbu i symbolizuje odrzucenie zależności wobec metropolii.
W użyciu jest także podnoszona przez straż przybrzeżną Barbadosu bandera państwowa, której konstrukcję oparto na brytyjskim Białym Sztandarze. Jest to biała flaga o proporcjach 1:2 z czerwonym krzyżem, zaś w utworzonym przez jego ramiona kantonie znajduje się flaga państwowa o nieznacznie zmienionych proporcjach.

## Historia
Pierwszą flagą Barbadosu był wariant brytyjskiego Niebieskiego Sztandaru, na którym umieszczono znak kolonii – dzierżącą trójząb Brytanię płynącą w muszli spoczywającej na grzbietach dwóch hippokampów.
Wobec mającej nadejść niepodległości od Wielkiej Brytanii, rząd Barbadosu ogłosił konkurs na wzór flagi narodowej. Nadesłano 1029 prac, jednak sześcioosobowa komisja za najlepszy uznała projekt przedstawiony przez Grantleya W. Prescoda. Flaga trafiła do użytku w dniu ogłoszenia niepodległości, 30 listopada 1966 roku.

### Flagi narodowe

Flaga Barbadosu w latach 1870–1966

### Flagi osób rządzących

Królewski sztandar Elżbiety II z lat 1966–2021
sztandar generalnego gubernatora z lat 1966–2021